# 한국조세재정연구원
한국조세재정연구원(韓國租稅財政硏究院, Korea Institute of Public Finance, KIPF)은 재정분야, 특히 조세·공공지출·공공기관 운영정책을 조사·연구·분석함으로써 국가의 정책 수립을 지원하고 국민경제 발전에 이바지하기 위해 설립된 국무총리(국무조정실) 산하 경제인문사회연구회 소관 정부출연연구기관이다. 1992년 7월 15일 한국조세연구원으로 설립했으며 2013년에 한국조세재정연구원으로 개칭했다. 세종특별자치시 시청대로 336 (반곡동)에 있다.

## 주요 업무
- 조세 및 재정분야의 제도·행정·정책에 관한 종합연구
- 정부회계 및 재정통계에 관한 연구
- 공공기관 운영에 관한 정책 연구
- 국내외 연구기관과의 공동연구
- 정부, 국내외 공공기관 및 민간단체 등으로부터의 연구용역의 수탁
- 연구 분야와 관련된 조사·교육·연수·홍보
- 기타 부대사업 및 그 밖에 연구원의 목적 달성을 위해 필요한 사업

## 연혁
- 1991년 12월 27일 한국조세연구원법 (법률 제4453호) 제정 공포
- 1991년 12월 31일 한국조세연구원법시행령 (대통령령 제13547호) 제정 공포
- 1992년 7월 15일 한국조세연구원 설립등기 및 초대 정영의 원장 취임
- 1992년 9월 15일 한국조세연구원 개원식
- 1993년 6월 24일 제2대 박종기 원장 취임
- 1995년 7월 22일 제3대 최광 원장 취임
- 1996년 3월 16일 영문명칭을 Korea Tax Institute (KTI)에서 Korea Institute of Public Finance(KIPF)로 변경
- 1997년 8월 14일 제4대 김중수 원장 취임
- 1997년 9월 12일 한국국제조세교육센타 (The Korea - OECD Multilateral Tax Center) 개소식
- 1998년 6월 25일 제5대 유일호 원장 취임
- 1999년 1월 29일 정부출연연구기관 등의 설립·운영 및 육성에 관한 법률 (법률 제 5733호) 제정.공포
- 1999년 3월 27일 서울특별시 송파구 가락동 청사로 이전
- 2001년 6월 28일 제6대 송대희 원장 취임
- 2003년 9월 1일 재정분석센터 설립
- 2004년 6월 28일 제7대 최용선 원장 취임
- 2005년 10월 1일 세법연구센터 설립
- 2007년 1월 5일 한국국제조세교육센터 (The Korea - OECD Multilateral Tax Center) 이관 (국무총리훈령 제490호)
- 2007년 3월 15일 성과관리센터 설립
- 2007년 6월 28일 제8대 황성현 원장 취임
- 2008년 9월 3일 제9대 원윤희 원장 취임
- 2009년 9월 3일 공공기관정책연구센터 (현 공공기관연구센터)
- 2011년 9월 3일 제10대 조원동 원장 취임
- 2011년 11월 28일 재정지출분석센터 설립
- 2012년 6월 1일 장기재정전망센터 설립
- 2013년 2월 1일 아태재정협력센터 설립
- 2013년 6월 3일 제11대 옥동석 원장 취임
- 2013년 7월 16일 한국조세연구원에서 한국조세재정연구원으로 변경
- 2014년 1월 1일 국가회계기준센터를 국가회계재정통계센터로 통합·운영
- 2014년 1월 2일 성과관리센터를 재정성과평가센터로 확대 개편
- 2014년 10월 6일 세종특별자치시 청사로 이전[3]
- 2015년 6월 18일 제12대 박형수 원장 취임
- 2018년 4월 26일 제13대 김유찬 원장 취임
- 2019년 12월 1일 정부투자분석센터 설립
- 2021년 5월 29일 제14대 김재진 원장 취임
- 2022년 7월 15일 한국조세재정연구원 개원 30주년
- 2024년 5월 7일 인구정책평가센터 설립
- 2024년 9월 26일 제15대 이영 원장 취임

## 조직

### 한국조세재정연구원장
- 연구자문위원회
- 감사
  - 감사실

- 연구기획실, 경영지원실, 인사혁신팀

### 부원장
- 조세정책연구실, 세법연구센터, 세정연구센터, 조세지출성과관리센터, 조세재정전망센터, 조세교육센터, 재정정책연구실, 재정지출분석센터, 재정성과평가센터, 아태재정협력센터, 정부투자분석센터, 공공기관연구센터, 국가회계재정통계센터, 인구정책평가센터